# Représentations diplomatiques en Géorgie
Les représentations diplomatiques en Géorgie sont actuellement au nombre de 36. Il existe de nombreuses délégations et bureaux de représentations des organisations internationales et d'entités infranationales dans la capitale Tbilissi. 

## Ambassades à Tbilissi
| - Arménie - Autriche - Azerbaïdjan - Biélorussie - Brésil - Bulgarie - Chine - Tchéquie - Estonie - France - Allemagne - Grèce - Vatican - Hongrie - Iran - Irak - Israël - Italie - Japon | - Kazakhstan - Lettonie - Lituanie - Pays-Bas - Norvège - Pologne - Qatar - Roumanie - Arabie saoudite - Slovaquie - Suède - Suisse - Turquie - Turkménistan - Ukraine - Royaume-Uni - États-Unis |

## Missions diplomatiques
- Russie
- Corée du Sud
- Espagne